# Кранохори
Кранохори (грч. Κρανοχώρι) је насељено место у општини Кавала у периферији Источна Македонија и Тракија, Грчка. Према попису из 2021. године било је 4 становника.
Према бугарском географу и историчару, Василу Канчову, у Кранохорију је 1900. године живело 400 Турака. Двадесетих година 20. века турско становништво је принудно исељено у Турску а на њихово место су насељене грчке избегличке породице, којих је на попису из 1928. било 133. Село се раније звало Кизели.